# El Koala
Manuel Jesús Rodríguez Rodríguez (Rincón de la Victoria, Màlaga, 15 d'octubre de 1969), conegut com El Koala (des de 2001), i anteriorment com "Jesús Ducati" ("Los Ducati" era el seu grup des de 1992 fins 2000) és un músic espanyol. Les seves influències musicals provenen del rock espanyol, amb grups com Los Suaves, Extremoduro, Seguridad Social, Barón Rojo, Loquillo, etc. Ell defineix la seva música com a Rock Rústic.

## Biografia
Va néixer a Rincón de la Victoria, a l'Axarquía (Màlaga). El seu sobrenom de "Koala", es deu a la seva manera d'encimbellar-se a la bastida quan treballava en l'obra.
Comença la seva carrera musical l'any 1986 fundant un grup punk-rock que es va dir Santos Putos. Després d'això va formar part d'un grup de rumbes, sevillanas i rock andalús, anomenat "Arte y Duende". El següent projecte va ser un grup de pop rock, anomenat "Mínima Expresión", on tocava el baix i feia els cors. El grup va ser guardonat amb el segon premi de la Mostra de Música Jove de Màlaga l'any 1989.
Després d'estar en diferents grups, com per exemple Trinidad, Los Restillos, Cien Años," la secta flota" etc. a partir de setembre del 1992 funda el seu propi, Los Ducati, amb el qual estaria vuit anys. El novembre de 1998, va col·laborar en un programa de Canal Sud Radio (Zona Libre), que li serveix per donar-se a conèixer i actuar per Andalusia. Al desembre de 1999, surt el disc "Ostia", on Manuel Jesús és l'autor de tota la música i lletra del grup.
El gener de 2001 comença un nou projecte anomenat El Koala, on s'acompanya de músics amb els quals ja havia treballat anteriorment i amb altres nous, entre ells José Bazaga (bateria), Juanele (baix), amb els quals va començar a crear els nous temes. Més tard s'incorpora Sergio Muela (guitarra solista).
El 2006, sota el nom artístic d'El Koala, treu el seu primer disc amb 12 temes titulat Rock Rústico de Lomo Ancho i gravat als estudis Ática de Màlaga. Per aquest treball va rebre un Disc d'Or en vendre 40.000 exemplars.
El videoclip del primer senzill d'aquest disc, Opá, yo viazé un corrá obté una notable popularitat a través del boca a boca i d'internet, arribant a ser el sisè vídeo més vist de l'abril de 2006 i a col·locar-se entre els 50 més vistos de la història de YouTube, amb més de 2 milions de visites. Fou una de les cançons de l'estiu de l'any 2006.
Al juny de 2007 presenta el seu nou treball, "Vuelve la burra al trigo", el primer single del disc és "Mi carro", aquesta vegada de la mà del conegut artista Manolo Escobar.
| « | Llavors no es queixarà de la pirateria? N'estic contentíssim i agraït, ja que el meu disc està en les tendes i funcionant molt bé per la promoció que se li ha donat. Tots sabem com funciona Internet; allí està tot. No em puc queixar de la pirateria a la xarxa, sobretot perquè està servint perquè la gent també busqui l'original.Fragment d'una entrevista a El Koala | » |

A pesar que l'artista ha declarat "No em puc queixar de la pirateria en Internet", el seu disc usa un sistema de gestió digital de drets (DRM) incompatible amb el dret de còpia privada dels consumidors a Espanya. Això és només aplicable a les primeres còpies del disc, les còpies d'Universal Music Espanya no porten DRM.
Amb motiu de la participació de selecció espanyola de futbol en el Mundial d'Alemanya 2006, versionà el seu èxit Opá, yo viazé un corrá com a Opá, vamo a por el mundiá per acompanyar les retransmissions dels partits de La Sexta. També s'han realitzat altres versions de Opá, jo viazé un corrá com a versió remix, DJ, i altres més.

## Entrevistes
Fou entrevistat el 2010, per Ràdio Celrà, al programa Els Inseparables amb Joan Rodríguez, Carlos Talavera, Adrià Rodríguez, Ismael Rueda i Marc Arias.

## Discografia
- Rock Rustico De Lomo Ancho (Fods, 2006)
- Vuelve La Burra Al Trigo (Universal, 2007)
- El latido del campo (2011)
- Cancioncillas nillas (Warner Music Spain, 2014)
- Se Acerca a la Ciudad (2019)